# Funisciurus anerythrus
Funisciurus anerythrus là một loài động vật có vú trong họ Sóc, bộ Gặm nhấm. Loài này được Thomas mô tả năm 1890.

## Phân bố
Loài này phân bố ở Bénin, Cameroon, Cộng hòa Trung Phi, Cộng hòa Dân chủ Congo, Guinea Xích Đạo, và Nigeria. Môi trường sống tự nhiên của chúng là rừng vùng đất thấp nhiệt đới hoặc cận nhiệt đới. Đây là một loài phổ biến và Liên minh Bảo tồn Thiên nhiên Quốc tế đã đánh giá nó là "loài ít quan tâm".

## Phân loài
- F. a. anerythrus
- F. a. bandarum
- F. a. mystax
- F. a. raptorum